# جوزيف وايتهيد
جوزيف وايتهيد (بالإنجليزية: Joseph Whitehead)‏ هو محامي وسياسي أمريكي، ولد في 31 أكتوبر 1867 في الولايات المتحدة، وتوفي في 8 يوليو 1938 في نفس البلد. حزبياً، نشط في الحزب الديمقراطي. وقد انتخب عضو مجلس نواب الولايات المتحدة عن ولاية فرجينيا وانتخب عضو مجلس النواب الأمريكي.